# Dương Thị Việt Anh
Dương Thị Việt Anh (* 30. Dezember 1990 in Bạc Liêu) ist eine vietnamesische Hochspringerin und Siebenkämpferin.

## Sportliche Laufbahn
Erste Erfahrungen bei internationalen Wettbewerben sammelte Dương Thị Việt Anh bei den Juniorenasienmeisterschaften 2008 in Jakarta, bei denen sie mit 1,70 m die Bronzemedaille im Hochsprung gewann. 2009 belegte sie bei den Hallenasienspielen in Hanoi Platz fünf im Fünfkampf und wurde bei den Südostasienspielen in Vientiane mit 4657 Punkten Vierte im Siebenkampf, gewann aber im Hochsprung mit übersprungenen 1,88 m die Bronzemedaille hinter den Thailänderinnen Noengrothai Chaipetch und Wanida Boonwan. 2010 wurde sie bei den Hallenasienmeisterschaften in Teheran mit 1,83 m Vierte im Hochsprung. 2011 trat sie bei den Asienmeisterschaften in Kōbe im Siebenkampf an, beendete ihren Wettkampf aber bereits nach drei Disziplinen. Anschließend siegte sie bei den Südostasienspielen in Palembang mit 1,90 m die Goldmedaille und gewann im Siebenkampf mit 5196 Punkten die Bronzemedaille hinter der Thailänderin Wassana Winatho und Narcisa Atienza von den Philippinen. 2012 gewann sie dann bei den Hallenasienmeisterschaften in Hangzhou mit 1,84 m die Bronzemedaille im Hochsprung hinter den Chinesinnen Zheng Xingjuan und Wang Yang und im Hallenfünfkampf gewann sie mit neuem Landesrekord von 3812 Punkten die Silbermedaille hinter der Kasachin Irina Karpowa. Im Hochsprung gelang es ihr, sich für die Olympischen Spiele in London zu qualifizieren, schied dort aber mit 1,80 m in der Qualifikation aus.
2013 verteidigte sie bei den Südostasienspielen in Naypyidaw mit 1,83 m die Goldmedaille im Hochsprung und 2015 wurde sie bei den Südostasienspielen in Singapur mit übersprungenen 1,78 m Vierte. Zwei Jahre später siegte sie dann bei den Südostasienspielen in Kuala Lumpur mit 1,83 m erneut und anschließend belegte sie bei den Asian Indoor & Martial Arts Games in Aşgabat mit 1,75 m den fünften Platz im Hochsprung. 2018 nahm sie erstmals an den Asienspielen in Jakarta teil und erreichte dort mit 1,80 m Rang sechs. Im Jahr darauf erreichte sie bei den Südostasienspielen in Capas mit einer Höhe von 1,78 m Rang vier.
2017 und 2019 wurde Dương vietnamesische Meisterin im Hochsprung.

## Persönliche Bestleistungen
- Hochsprung: 1,92 m, 30. Juni 2012 in Almaty
  - Hochsprung (Halle): 1,84 m, 19. Februar 2012 in Hangzhou
- Siebenkampf: 5350 Punkte, 9. September 2011 in Ho-Chi-Minh-Stadt (vietnamesischer Rekord)
  - Fünfkampf (Halle):3812 Punkte, 19. Februar 2012 in Hangzhou (vietnamesischer Rekord)